# Mel Gibson
Mel Columcille Gerard Gibson (Peekskill, New York, 1956. január 3. –) kétszeres Oscar- és Golden Globe-díjas amerikai születésű, ausztrál színész, filmrendező és producer. Legemlékezetesebb szerepei: Max Rockatansky a Mad Max mozifilmsorozatban, és a Halálos fegyver filmek főszerepei. Ő rendezte az Oscar-díjas A rettenthetetlen (1995) című filmet, valamint A passió (2004) és a Apocalypto (2006) című filmet is. 1985 februárjában a People magazin a „legszexibb élő férfi”-nak választotta.

## Élete és pályafutása
Gibson Peekskillben, New York államban született, Hutton Gibson és Anne Reilly Gibson tíz gyermeke közül a hatodikként. A család még örökbe fogadott egy gyermeket, így azok száma tizenegyre nőtt. Mel egyik öccse, Donal Gibson szintén színész lett. Jezsuita iskolába járt.
Noha Gibson hangoztatja amerikai állampolgárságát, tizenkét éves korától (1968) Ausztráliában él. A Jeopardy! című tévéműsorban 1968-ban aratott sikerét követően Gibson apja az egész családját Sydney-be költöztette: egyrészt így tiltakozott a vietnámi háború ellen, amely miatt idősebb fiait a besorozás veszélye fenyegette, másrészt úgy gondolta, hogy az amerikai társadalomban történt változások erkölcstelenek. Gibson korai filmjeiben szembeötlő emlékezetes ausztrál akcentusa, pl. Tim, 1979. Karrierje felívelése ugyanebben az évben a Mad Max című akciófilmmel indult.
Néhányan kritizálták Mel Gibsont és apját hagyományos katolikus vallásuk és politikai nézeteik miatt, ami az antiszemitizmus és a holokauszttagadás bélyegét is rájuk sütötte. Miután megalapozta nevét és anyagi helyzetét a Mad Max és a Halálos fegyver sorozattal, Gibson megrendezte és főszereplője volt A rettenthetetlen című, Oscar-díjas filmnek. A film rendezőjeként ő lett a 6. Oscar-díjas filmkészítő, aki akkor már színészként is ismert volt, megkapva a legjobb rendezőnek járó szobrot. 2004-ben a nagy sikerű A passió rendezője és producere volt, amely filmben Jézus utolsó óráit vitte vászonra.
Mel Gibsont Ausztrália tiszti fokozatú érdemrendjével tüntették ki. 2004-ben a Forbes magazin „a világ legbefolyásosabb sztárjai”-nak listáját is vezette.
Karrierje kissé leszállóágba került azután, hogy 2006 júliusában rendőrök ittas vezetésen kapták, és a színész részegen dühöngve antiszemita megjegyzéseket tett. (A két évvel korábban bemutatott A passió c. filmje kapcsán is már megfogalmazódtak ilyesfajta kritikák vele szemben.) Később azt mondta, hogy régóta alkoholproblémái vannak. Ezt a botrányt tetézte azzal, hogy négy évvel később, akkori orosz származású barátnőjét – akiért hét addigi gyermeke anyját hagyta ott 26 év házasság után – többször tettleg bántalmazta, közös gyermekük jelenlétében is. A színész végül egyéves próbaidőt kapott és kötelező indulatkezelési terápián kellett részt vennie.
2010-ben mutatták be a Sötétség határán című krimijét, amelyben öt év után ismét kamera elé állt, de a film nem volt túl sikeres alkotás. A következő filmje a 2011-es A hódkóros, amiben egy plüss hóddal beszélgető menedzsert alakít. 2012-ben a Börtönregény című akciófilmben szerepelt, ezt követte a 2013-as Machete gyilkol és a 2014-es A feláldozhatók 3., majd 2016-ban Az utolsó emberig című akciófilmben az apát alakítja, aki a lányát védi.
Mel Gibson 2016-ban elhintette a köztudatban, hogy el fogja készíteni A passió folytatását, Passió: Feltámadás címmel. A projektről Jim Caviezel úgy nyilatkozott: „a történelem legnagyobb filmje lesz.”.

## Válogatott filmográfia

### Színészként
Film
- 1977: A terror nyara
- 1979: Mad Max
- 1979: Tim
- 1981: A Z rohamosztag
- 1981: Gallipoli
- 1981: Mad Max 2.
- 1982: A veszélyes élet éve
- 1984: A Bounty
- 1984: A folyó
- 1984: Mrs. Soffel – Börtönszerelem
- 1985: Mad Max 3.
- 1987: Halálos fegyver
- 1988: Az utolsó csepp
- 1988: Halálos fegyver 2.
- 1990: Palimadár
- 1990: Air America
- 1990: Hamlet
- 1992: Halhatatlan szerelem
- 1992: Halálos fegyver 3.
- 1993: Az arc nélküli ember
- 1994: Maverick
- 1995: A rettenthetetlen
- 1995: Pocahontas (szinkron)
- 1996: Váltságdíj
- 1997: Összeesküvés-elmélet
- 1998: Halálos fegyver 4.
- 1999: Visszavágó
- 2000: Csibefutam (szinkron)
- 2000: A hazafi
- 2000: Mi kell a nőnek?
- 2000: A millió dolláros hotel
- 2002: Katonák voltunk
- 2002: Jelek
- 2003: Az éneklő detektív
- 2010: A sötétség határán
- 2011: A hódkóros
- 2012: Börtönregény
- 2013: Machete gyilkol
- 2014: The Expendables – A feláldozhatók 3.
- 2016: Az utolsó emberig
- 2017: Megjött apuci 2.
- 2018: Kegyetlen zsaruk
- 2019: A professzor és az őrült
- 2020: A természet ereje
- 2020: A dagadék
- 2021: Boss Level – Játszd újra
- 2021: Veszélyes
- 2022: Panama
- 2022: Stuart atya
- 2022: Éles helyzet
- 2022: Repülős bandita
- 2022: Vonalban vagy

Televízió
- 2004–2005: Rém rendetlen család
- 2023: A Continental: John Wick világából

### Filmrendezései
- 1993: Az arc nélküli ember
- 1995: A rettenthetetlen
- 2004: A passió
- 2006: Apocalypto
- 2016: A fegyvertelen katona

## Fontosabb díjak és jelölések
Oscar-díj
- 1996 díj: legjobb film (A rettenthetetlen)
- 1996 díj: legjobb rendező (A rettenthetetlen)
- 2017 jelölés: legjobb rendező (A fegyvertelen katona)

Golden Globe-díj
- 1996 díj: legjobb rendező (A rettenthetetlen)
- 1997 jelölés: legjobb férfi főszereplő – filmdráma (Váltságdíj)
- 2001 jelölés: legjobb férfi főszereplő – zenés film vagy vígjáték (Mi kell a nőnek?)

BAFTA-díj
- 2007 jelölés: legjobb idegen nyelvű film (Apocalypto)

## Fordítás
- Ez a szócikk részben vagy egészben  a   Mel Gibson című angol Wikipédia-szócikk ezen változatának fordításán alapul.  Az eredeti cikk szerkesztőit annak laptörténete sorolja fel. Ez a jelzés csupán a megfogalmazás eredetét és a szerzői jogokat jelzi, nem szolgál a cikkben szereplő információk forrásmegjelöléseként.